# آنیکا مارکس
آنیکا مارکس (به انگلیسی: Annika Marks) یک بازیگر ، نویسنده و تهیه کننده آمریکایی است که بیشتر برای ایفای نقش مونته پورتر در مجموعه تلویزیونی پرورشگاهی‌ها شهرت دارد.

## فیلم ها
- لبخند مونا لیزا
- جلسه‌ها
- بتل کریک اپیزود: "The Hand-Off"
- پرورشگاهی‌ها (32 قسمت)
- جالوت (4 قسمت)
- ان‌سی‌آی‌اس: نیواورلئان قسمت: "Carrier"